# Лісарня
Ліса́рня — село в Кольчинській селищній громаді Мукачівського району Закарпатської області України.
Перша згадка у 1808 році. З 1860 року тут селяться німецькі колоністи, які пізніше почали тут видобувати золото. У ХХ столітті тут стояв млин. У 2000 році збудували храм Св. Іллі.

## Населення
Згідно з переписом УРСР 1989 року чисельність наявного населення села становила 281 особа, з яких 136 чоловіків та 145 жінок.
За переписом населення України 2001 року в селі мешкало 268 осіб.

### Мова
Розподіл населення за рідною мовою за даними перепису 2001 року:
| Мова       | Відсоток |
| ---------- | -------- |
| українська | 99,26 %  |
| російська  | 0,37 %   |
| інші       | 0,37 %   |

## Туристичні місця
- храм Св. Іллі.
- З 1860 року тут селяться німецькі колоністи, які пізніше почали тут видобувати золото.